# Emil Godlewski (1875–1944)
Emil Godlewski (młodszy) (ur. 12 sierpnia 1875 w Hołosku Wielkim, zm. 25 kwietnia 1944 w Krakowie) – polski lekarz, profesor embriologii i biologii, pułkownik lekarz Wojska Polskiego.

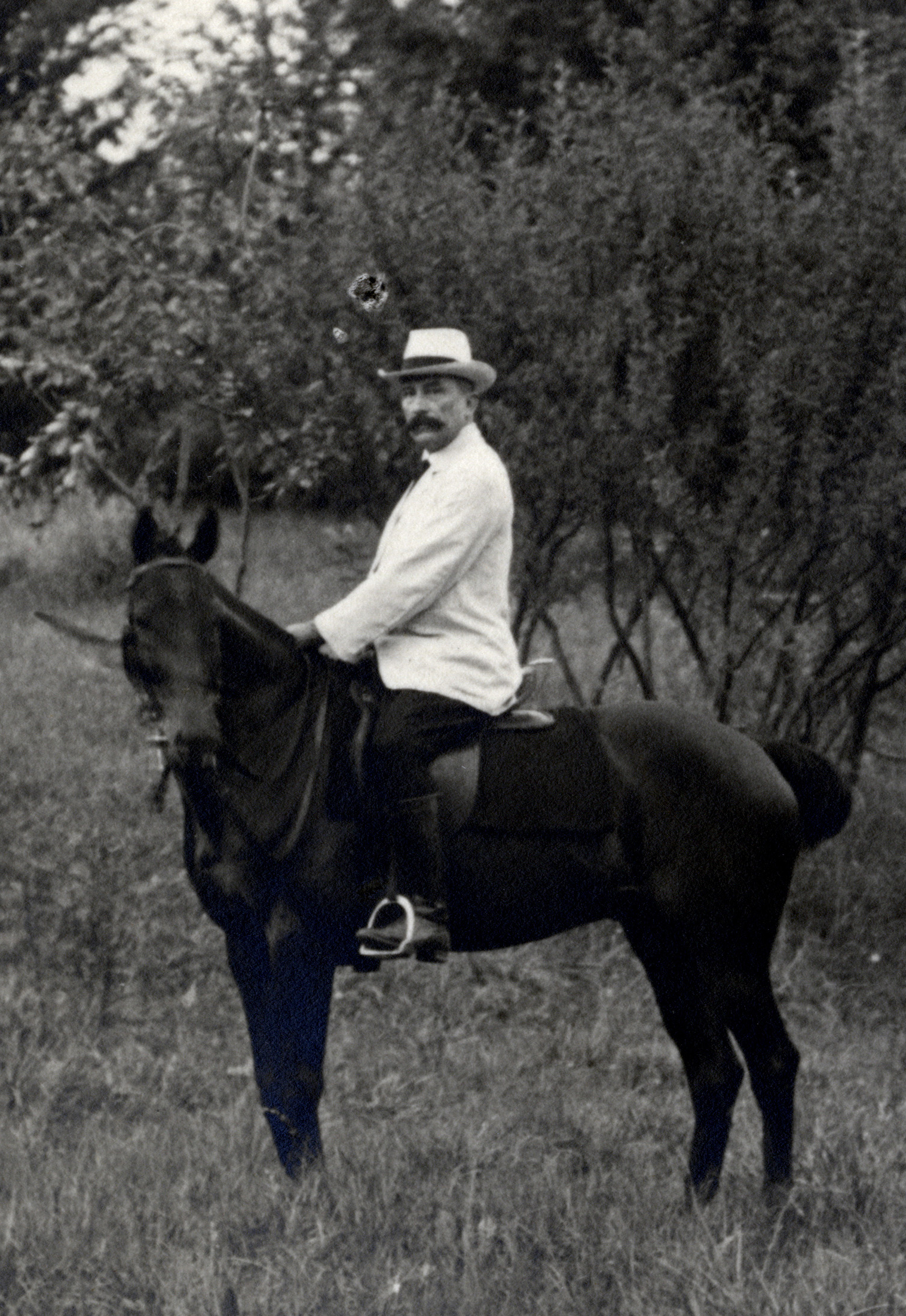
Emil Godlewski

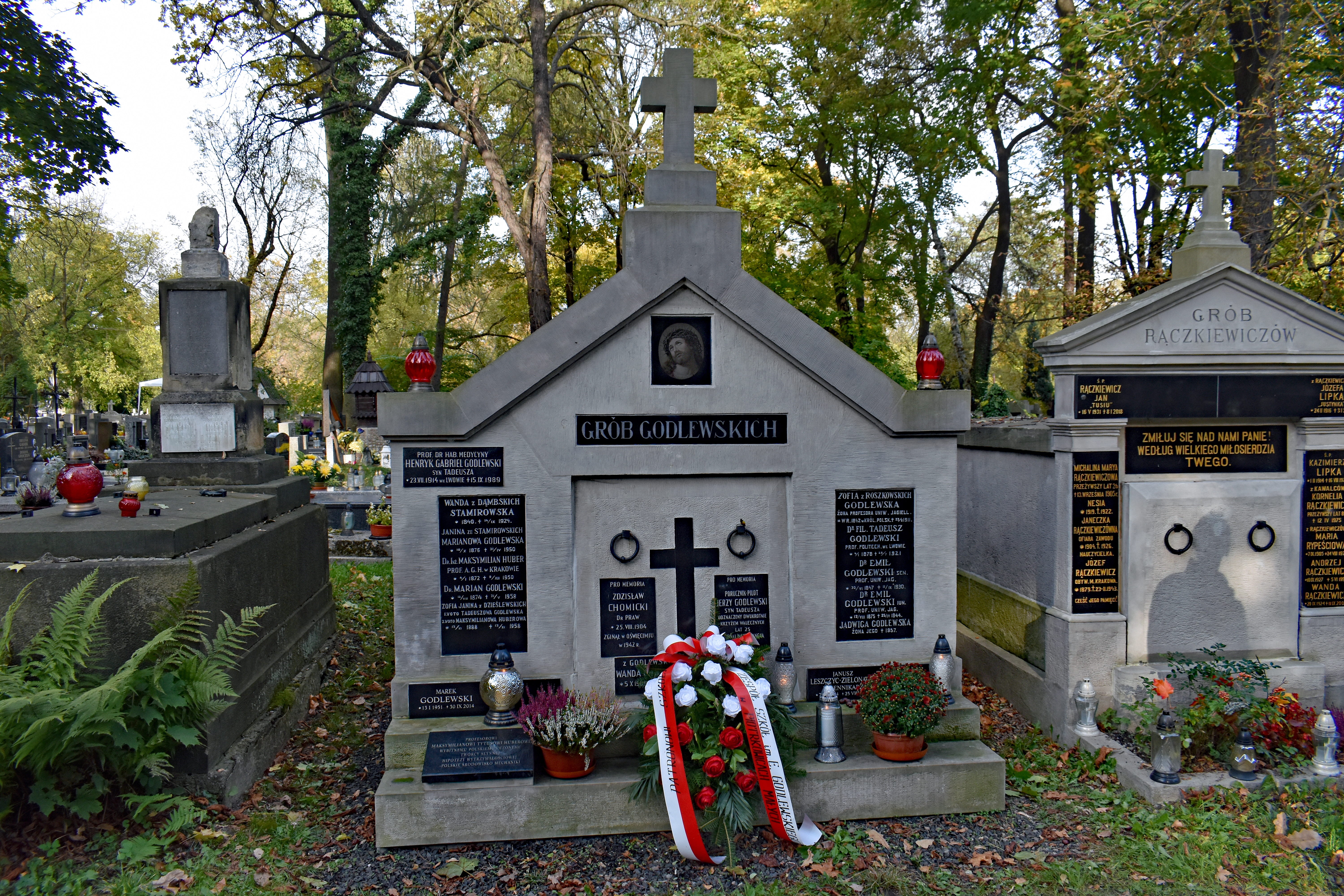
Grobowiec rodziny Godlewskich

## Życiorys
Syn Emila Godlewskiego (starszego) i Zofii z Roszkowskich. Po ukończeniu gimnazjum św. Anny wstąpił na wydział medyczny i filozoficzny Uniwersytetu Jagiellońskiego, naukę kontynuował w Monachium, Koloszwarze i Neapolu. Po powrocie do Krakowa rozpoczął pracę naukową na macierzystej uczelni, w 1906 został profesorem UJ. Pełnił funkcję dziekana Wydziału Lekarskiego UJ (w latach 1917/18, 1918/19 i 1931/32). Podczas I wojny światowej wspólnie z Leonem Marchlewskim będąc członkami Książęco-Biskupiego Komitetu Pomocy zainicjował powstanie kolumn sanitarnych i tymczasowych szpitali w małych miejscowościach. Organizował akcje szczepień przeciwko czerwonce bakteryjnej, cholerze, ospie prawdziwej oraz durowi brzusznemu i osutkowemu. Współtworzył w Zakopanem schroniska dla dzieci chorych na gruźlicę, budowę szpitala epidemicznego i łazienek miejskich, za co otrzymał honorowe obywatelstwo tego miasta. W 1918 wraz z Kazimierzem Majewskim założył Zakład Leczniczo-Wychowawczy dla Dzieci Chorych na jaglicę w Witkowicach, działający do 1950. Od 1918 był czynnym członkiem Polskiej Akademii Umiejętności i Towarzystwa Naukowego Warszawskiego. Doktorat pod jego kierownictwem obroniła Irena Latinik-Vetulani.
W 1918 pozostawał w ewidencji oficerskiego korpusu lekarzy c. k. Obrony Krajowej, jako lekarz pułkowy ze starszeństwem z 15 października 1914. 18 listopada 1918 gen. bryg. Bolesław Roja „w uznaniu nadzwyczajnych zasług położonych w służbie wojskowo-lekarskiej” mianował go na stopień majora lekarza z rangą od 1 listopada 1918 i podpułkownika z rangą od 1 grudnia tego roku. 8 stycznia 1924 został zatwierdzony w stopniu pułkownika ze starszeństwem z 1 czerwca 1919 i 8. lokatą w korpusie oficerów rezerwy sanitarnych, grupa lekarzy. Posiadał wówczas przydział w rezerwie do 5 Batalionu Sanitarnego w Krakowie.
W 1920, z ramienia rządu, został nadzwyczajnym komisarzem do walki z epidemiami. Dekretem Naczelnika Państwa z 29 grudnia 1921 został odznaczony orderem „Odrodzenia Polski" klasy II „w uznaniu wybitnej i ofiarnej pracy przy zwalczaniu epidemii w Polsce”. W 1922 wybrany do Senatu RP z ramienia ZLN (Narodowa Demokracja), zasiadał tam do 1927. Otrzymał tytuł doktora honoris causa na Uniwersytecie Jagiellońskim i Uniwersytecie Jana Kazimierza we Lwowie. W 1935 został laureatem nagrody naukowej m. Warszawy, od 1936 był członkiem Papieskiej Akademii Nauk. Przed wyborami do Rady Miasta Krakowa z 1938 został wiceprezesem Prezydium Polskiego Bloku Katolickiego.
Od 1920 żonaty z Jadwigą z Dydyńskich. Adoptowali córkę Irenę, późniejszą żonę Janusza Zielonackiego.
Został pochowany na cmentarzu Rakowickim (kwatera X-płd-po prawej Piwockich).

## Ordery i odznaczenia
- Krzyż Komandorski z Gwiazdą Orderu Odrodzenia Polski (29 grudnia 1921)[13][7]
- Złoty Krzyż Zasługi (11 listopada 1936)[14]
- Krzyż Oficerski Orderu Franciszka Józefa z dekoracją wojenną[4]

## Upamiętnienie
W Krakowie w Dzielnicy VI Bronowice, w Mydlnikach znajduje się ulica Emila Godlewskiego.